# منبر (روستا)
 منبر  به عربی ( المَنبر )، روستایی است در دهستان اخلود از توابع استان حُدَیده در کشور یمن در شبه جزیره عربستان.

## جمعیت
جمعیت آن (۵۶ ) نفر (۵ خانوار) می‌باشد.